# Copa de la CEI 2005
La Copa de la CEI 2005 es la 13.ª edición de este torneo de fútbol a nivel de clubes organizado por la Unión de Fútbol de Rusia y que contó con la participación de 16 equipos representantes de los países que conformaban la Unión Soviética.
El FC Lokomotiv Moscú de Rusia venció al Neftchi Baku PFK de Azerbaiyán en la final jugada en Moscú para ser campeón del torneo por primera vez.

## Formato
Para esta edición se hizo una leve variante al formato original, el cual fue de que los representantes de Rusia y Ucrania avanzaron dorectamente a las semifinales, eludiendo así la fase de grupos, dejando en la fase de grupos dos grupos de tres equipos, clasificando solo los ganadores de cada grupo a la siguiente ronda.
Este formato tenía como finalidad que los representantes de Rusia y Ucrania enviaran a su mejor equipo al torneo ya que en las ediciones anteriores enviaban al equipo reserva o a los juveniles con el equipo de suplentes. Este plan no funcionó ya que el representativo de Ucrania fue el FC Dynamo-2 Kiev, por lo que se retornó al formato original para la edición de 2006.

## Participantes
| Equipo                 | Clasificación                                                             | Apariciones |
| ---------------------- | ------------------------------------------------------------------------- | ----------- |
| Lokomotiv Moscú        | Campeón de la 2004 Russian Premier League                                 | 2           |
| Dynamo-2 Kiev          | Equipo filial del FC Dynamo Kiev                                          | 1           |
| Dinamo Minsk           | Campeón de la 2004 Belarusian Premier League                              | 5           |
| FBK Kaunas             | Campeón de la 2004 A Lyga                                                 | 7           |
| Skonto Riga            | Campeón de la 2004 Latvian Higher League                                  | 13          |
| Levadia Tallinn        | Campeón de la 2004 Meistriliiga                                           | 3           |
| Sheriff Tiraspol       | Campeón de la 2003–04 Moldovan National Division                          | 4           |
| Tbilisi                | 4º lugar de la 2003–04 Umaglesi Liga                                      | 1           |
| Pyunik Yerevan         | Campeón de la 2004 Armenian Premier League                                | 6           |
| Neftchi Baku           | Campeón de la 2003–04 Azerbaijan Top League                               | 4           |
| Kairat Almaty          | Campeón de la 2004 Kazakhstan Premier League                              | 2           |
| Pakhtakor Tashkent     | Campeón de la 2004 Uzbek League                                           | 4           |
| Regar-TadAZ Tursunzoda | Campeón de la 2004 Tajik League                                           | 5           |
| Nebitçi Balkanabat     | Campeón de la 2004 Ýokary Liga                                            | 1           |
| Dordoi-Dynamo Naryn    | Campeón de la 2004 Kyrgyzstan League                                      | 1           |
| Rusia U19              | Participante no oficial, no es elegible para avanzar de la fase de grupos | 6           |

## Fase de grupos

### Grupo A

#### Tabla no oficial
| Equipo          | J | G | E | P | GF | GC | GD | Pts |
| --------------- | - | - | - | - | -- | -- | -- | --- |
| Kairat Almaty   | 3 | 2 | 0 | 1 | 8  | 3  | +5 | 6   |
| Levadia Tallinn | 3 | 1 | 1 | 1 | 1  | 4  | -3 | 4   |
| Dinamo Minsk    | 3 | 1 | 1 | 1 | 3  | 3  | 0  | 4   |
| Rusia U19       | 3 | 0 | 2 | 1 | 2  | 4  | -2 | 2   |

#### Tabla Oficial
| Equipo          | J | G | E | P | GF | GC | GD | Pts |
| --------------- | - | - | - | - | -- | -- | -- | --- |
| Kairat Almaty   | 2 | 1 | 0 | 1 | 5  | 2  | +3 | 3   |
| Dinamo Minsk    | 2 | 1 | 0 | 1 | 2  | 2  | 0  | 3   |
| Levadia Tallinn | 2 | 1 | 0 | 1 | 1  | 4  | -3 | 3   |

| 15 de enero de 2005 | Levadia Tallinn | 0 – 0 | Rusia U19 | Spartak Manage, Moscú                                      |  |
|                     |                 |       |           | Asistencia: 350 espectadores Árbitro(s): Allabergen Sapaev |  |

| 15 de enero de 2005 | Dinamo Minsk               | 2 – 1 | Kairat Almaty | Dynamo Manage, Moscú                                     |                                                          |
|                     | Valadzyankow 75' · Edu 87' |       | Dicu 51'      | Asistencia: 1,000 espectadores Árbitro(s): Yuri Baskakov | Asistencia: 1,000 espectadores Árbitro(s): Yuri Baskakov |

| 16 de enero de 2005 | Kairat Almaty                            | 3 – 1 | Rusia U19 | Spartak Manage, Moscú                                    |                                                          |
|                     | Lovchev 22' · Aksenov 38' · Buleshev 83' |       | Boyev 31' | Asistencia: 400 espectadores Árbitro(s): Ravshan Irmatov | Asistencia: 400 espectadores Árbitro(s): Ravshan Irmatov |

| 16 de enero de 2005 | Dinamo Minsk | 0 – 1 | Levadia Tallinn | Dynamo Manage, Moscú                                       |                                                            |
|                     |              |       | Dovydėnas 8'    | Asistencia: 300 espectadores Árbitro(s): Levan Paniashvili | Asistencia: 300 espectadores Árbitro(s): Levan Paniashvili |

| 18 de enero de 2005 | Rusia U19  | 1 – 1 | Dinamo Minsk | Spartak Manage, Moscú                                       |                                                             |
|                     | Pavlov 71' |       | Razin 56'    | Asistencia: 250 espectadores Árbitro(s): Emil Busurmankulov | Asistencia: 250 espectadores Árbitro(s): Emil Busurmankulov |

| 18 de enero de 2005 | Levadia Tallinn | 0 – 4 | Kairat Almaty                   | Dynamo Manage, Moscú                                       |                                                            |
|                     |                 |       | Dicu 42' 51' 67' · Buleshev 71' | Asistencia: 200 espectadores Árbitro(s): Levan Paniashvili | Asistencia: 200 espectadores Árbitro(s): Levan Paniashvili |

### Grupo B
| Equipo              | J | G | E | P | GF | GC | GD | Pts |
| ------------------- | - | - | - | - | -- | -- | -- | --- |
| FBK Kaunas          | 3 | 3 | 0 | 0 | 4  | 1  | +3 | 9   |
| Tbilisi             | 3 | 1 | 1 | 1 | 3  | 3  | 0  | 4   |
| Pakhtakor Tashkent  | 3 | 1 | 0 | 2 | 1  | 2  | -1 | 3   |
| Dordoi-Dynamo Naryn | 3 | 0 | 1 | 2 | 3  | 5  | -2 | 0   |

| 15 de enero de 2005 | Tbilisi      | 1 – 0 | Pakhtakor Tashkent | Dynamo Manage, Moscú                                       |                                                            |
|                     | Getsadze 45' |       |                    | Asistencia: 600 espectadores Árbitro(s): Stanislav Sukhina | Asistencia: 600 espectadores Árbitro(s): Stanislav Sukhina |

| 15 de enero de 2005 | Dordoi-Dynamo Naryn   | 1 – 2 | FBK Kaunas                        | Spartak Manage, Moscú                                |                                                      |
|                     | Zhumagulov 49' (pen.) |       | Sydykov 49' (a.g.) · Beniušis 72' | Asistencia: 200 espectadores Árbitro(s): Oleg Chikun | Asistencia: 200 espectadores Árbitro(s): Oleg Chikun |

| 16 de enero de 2005 | FBK Kaunas      | 1 – 0 | Tbilisi | Dynamo Manage, Moscú                                         |                                                              |
|                     | Rimkevičius 76' |       |         | Asistencia: 300 espectadores Árbitro(s): Akmalkhan Kholmatov | Asistencia: 300 espectadores Árbitro(s): Akmalkhan Kholmatov |

| 16 de enero de 2005 | Pakhtakor Tashkent | 1 – 0 | Dordoi-Dynamo Naryn | Spartak Manage, Moscú                                   |                                                         |
|                     | Ismailov 49'       |       |                     | Asistencia: 200 espectadores Árbitro(s): Zohrab Gadiyev | Asistencia: 200 espectadores Árbitro(s): Zohrab Gadiyev |

| 18 de enero de 2005 | FBK Kaunas      | 1 – 0 | Pakhtakor Tashkent | Dynamo Manage, Moscú                                   |                                                        |
|                     | Kšanavičius 37' |       |                    | Asistencia: 300 espectadores Árbitro(s): Romāns Lajuks | Asistencia: 300 espectadores Árbitro(s): Romāns Lajuks |

| 18 de enero de 2005 | Dordoi-Dynamo Naryn       | 2 – 2 | Tbilisi                   | Spartak Manage, Moscú                                     |                                                           |
|                     | Zhumagulov 49' (pen.) 71' |       | Iashvili 8' · Mikadze 12' | Asistencia: 150 espectadores Árbitro(s): Vitaliy Hodulyan | Asistencia: 150 espectadores Árbitro(s): Vitaliy Hodulyan |

### Grupo C
| Equipo                 | J | G | E | P | GF | GC | GD | Pts |
| ---------------------- | - | - | - | - | -- | -- | -- | --- |
| Pyunik Yerevan         | 2 | 1 | 1 | 0 | 7  | 3  | +4 | 4   |
| Skonto Riga            | 2 | 1 | 1 | 0 | 6  | 3  | +3 | 4   |
| Regar-TadAZ Tursunzoda | 2 | 0 | 0 | 2 | 2  | 9  | -7 | 0   |

| 15 de enero de 2005 | Regar-TadAZ Tursunzoda | 1 – 4 | Skonto Riga                                  | Spartak Manage, Moscú,                                  |                                                         |
|                     | Khamidov 18'           |       | Miholaps 7' 8' · Višņakovs 59' · Buitkus 82' | Asistencia: 200 espectadores Árbitro(s): Ghenadie Orlic | Asistencia: 200 espectadores Árbitro(s): Ghenadie Orlic |

| 16 de enero de 2005 | Pyunik Yerevan                                                        | 5 – 1 | Regar-TadAZ Tursunzoda | Spartak Manage, Moscú                                  |                                                        |
|                     | V.Aleksanyan 23' 32' · A.Petrosyan 56' · Diawara 57' · Tadevosyan 85' |       | Choriyev 51'           | Asistencia: 700 espectadores Árbitro(s): Margus Kotter | Asistencia: 700 espectadores Árbitro(s): Margus Kotter |

| 18 de enero de 2005 | Skonto Riga                  | 2 – 2 | Pyunik Yerevan                | Dynamo Manage, Moscú                                    |                                                         |
|                     | Zemļinskis 44' · Buitkus 61' |       | A.Petrosyan 43' · Diawara 45' | Asistencia: 500 espectadores Árbitro(s): Nikolai Ivanov | Asistencia: 500 espectadores Árbitro(s): Nikolai Ivanov |

### Grupo D
| Equipo             | J | G | E | P | GF | GC | GD | Pts |
| ------------------ | - | - | - | - | -- | -- | -- | --- |
| Neftchi Baku       | 2 | 2 | 0 | 0 | 5  | 1  | +4 | 6   |
| Sheriff Tiraspol   | 2 | 1 | 0 | 1 | 5  | 1  | +4 | 3   |
| Nebitçi Balkanabat | 2 | 0 | 0 | 2 | 1  | 9  | -8 | 0   |

| 15 de enero de 2005 | Sheriff Tiraspol | 0 – 1 | Neftchi Baku | Dynamo Manage, Moscú                                      |                                                           |
|                     |                  |       | Adamia 61'   | Asistencia: 400 espectadores Árbitro(s): Vitaliy Hodulyan | Asistencia: 400 espectadores Árbitro(s): Vitaliy Hodulyan |

| 16 de enero de 2005 | Neftchi Baku                                | 4 – 1 | Nebitçi Balkanabat | Dynamo Manage, Moscú                                  |                                                       |
|                     | Adamia 32' 57' · Tagizade 39' · Nikiema 89' |       | Sudarev 47'        | Asistencia: 400 espectadores Árbitro(s): Audrius Žuta | Asistencia: 400 espectadores Árbitro(s): Audrius Žuta |

| 18 de enero de 2005 | Nebitçi Balkanabat | 0 – 5 | Sheriff Tiraspol                                                     | Spartak Manage, Moscú                                       |                                                             |
|                     |                    |       | Lima 2' · Florescu 47' · Cociș 74' · Burnadze 80' · Tassembedo 90+2' | Asistencia: 150 espectadores Árbitro(s): Kiyomiddin Safarov | Asistencia: 150 espectadores Árbitro(s): Kiyomiddin Safarov |

## Fase Final

### Cuartos de final
| 19 de enero de 2005 | Kairat Almaty                                | 0 – 0 (2 – 3 p.)           | FBK Kaunas                                                   | Dynamo Manage, Moscú                                    |  |
|                     |                                              |                            |                                                              | Asistencia: 500 espectadores Árbitro(s): Nikolai Ivanov |  |
|                     |                                              | Tiros desde el punto penal |                                                              |                                                         |  |
|                     | Lovchev · Aliyev · Abdulin · Utabayev · Dicu |                            | Bezykornovas · Regelskis · Almeida · Rimkevičius · Puotkalis |                                                         |  |

| 19 de enero de 2005 | Pyunik Yerevan | 0 – 2 | Neftchi Baku            | Dynamo Manage, Moscú                                     |                                                          |
|                     |                |       | Adamia 66' · Rzayev 68' | Asistencia: 1,200 espectadores Árbitro(s): Yuri Baskakov | Asistencia: 1,200 espectadores Árbitro(s): Yuri Baskakov |

### Semifinales
| 21 de enero de 2005 | Neftchi Baku  | 2 – 1 | Dynamo-2 Kiev | Dynamo Manage, Moscú                                         |                                                              |
|                     | Adamia 6' 65' |       | Dopilka 49'   | Asistencia: 1,300 espectadores Árbitro(s): Levan Paniashvili | Asistencia: 1,300 espectadores Árbitro(s): Levan Paniashvili |

| 21 de enero de 2005 | FBK Kaunas | 0 – 2 | Lokomotiv Moscú           | Dynamo Manage, Moscú                                        |                                                             |
|                     |            |       | Asatiani 54' · Sychov 71' | Asistencia: 1,200 espectadores Árbitro(s): Karen Nalbandyan | Asistencia: 1,200 espectadores Árbitro(s): Karen Nalbandyan |

### Final
| 23 de enero de 2005 | Lokomotiv Moscú              | 2 – 1 | Neftchi Baku | Dynamo Manage, Moscú                                     |                                                          |
|                     | Loskov 35' · Amelyanchuk 77' |       | Tagizade 14' | Asistencia: 1,200 espectadores Árbitro(s): Romāns Lajuks | Asistencia: 1,200 espectadores Árbitro(s): Romāns Lajuks |

## Campeón
| Copa de la CEI 2005          |
| ---------------------------- |
| Bandera de Rusia             |
| FC Lokomotiv Moscú 1º Título |

## Máximos goleadores
| # | Futbolista          | Equipo              | Goles |
| - | ------------------- | ------------------- | ----- |
| 1 | Georgi Adamia       | Neftchi Baku        | 6     |
| 2 | Cristian Dicu       | Kairat Almaty       | 4     |
| 3 | Zamirbek Zhumagulov | Dordoi-Dynamo Naryn | 3     |